# エフエム周南
エフエム周南株式会社（エフエムしゅうなん）は、山口県周南市および下松市の各一部地域を放送対象地域として超短波放送（FM放送）をする特定地上基幹放送事業者である。
しゅうなんFMの愛称でコミュニティ放送をしている。

## 概要
2003年（平成15年）開局。「超・地域ローカルFM局」がコンセプト。
周南市の印刷会社ふじたプリント社
や司会業・イベント事業を行う下松市の
などが出資しており、吉田総合企画に所属のアナウンサーが多く出演している。ふじたプリント社とその代表取締役社長で当社の代表取締役社長も兼任する藤田徹がマスメディア集中排除原則にいう支配関係にある。
本社は周南市大字久米にある。
演奏所（スタジオ）は下松市中央町の大型ショッピングセンター、ゆめタウン下松（旧称ザ・モール周南）1階海の広場にある。
送信所は周南市栗屋の太華山にあり、放送局（現・特定地上基幹放送局）の呼出符号はJOZZ5AJ-FM、呼出名称はエフエムしゅうなん、周波数78.4MHz、空中線電力20Wで放送区域は周南市と下松市の各一部地域。
- 可聴エリアは、周南市・下松市のほぼ全域、光市の一部で、エリア内の人口は22万人、9万5千世帯[2]と称している。

インターネット配信はJCBAインターネットサイマルラジオによる。
2018年（平成30年）に次の中継局が開局した。
| 送信所                | 空中線電力 | 設置場所                           |
| --------------------- | ---------- | ---------------------------------- |
| 千石岳                | 20W        | 周南市高瀬（千石岳）               |
| 田原山                | 20W        | 周南市鹿野（田原山）               |
| 菅野                  | 20W        | 周南市須々万奥（菅野ダム北方高地） |
| 湯野                  | 2W         | 周南市湯野（湯野市民センター）     |
| 菊川                  | 20W        | 周南市下上（菊川小学校）           |
| 熊毛                  | 20W        | 周南市大河内（大河内小学校）       |
| 周波数はすべて78.4MHz |            |                                    |

周南市と下松市とは、災害時等における放送要請に関する協定書を締結

している。

## 沿革
- 2003年（平成15年）
  - 6月6日 - エフエム周南株式会社設立[8]
  - 6月17日 - 放送局の予備免許取得[9]
  - 10月1日 - 放送局の免許取得[5][10]、周南市と「災害時等における放送要請に関する協定書」を締結[11]
  - 10月7日 - 開局[10][2]
- 2004年（平成16年）
  - 3月1日 - 下松市と「災害時等における放送要請に関する協定書」を締結[7]
- 2012年（平成24年）
  - 10月1日 - JCBAインターネットサイマルラジオによるインターネット配信開始
- 2017年（平成29年）
  - 4月1日 - 周南市と「災害時等における放送要請に関する協定書」を改めて締結[6]
- 2018年（平成30年）
  - 4月17日 - 千石岳中継局の免許取得[12]
  - 8月1日 - ザ・モール周南がゆめタウン下松と改称
  - 12月7日 - 田原山、菅野、湯野、菊川、熊毛の5中継局が開局[13]

## 番組
自社制作番組以外はミュージックバードを放送し、日曜も含め24時間放送を実施。

### 主な番組
◻︎は、生放送。
平日
- ◻︎ Good Morning 周南!（7:00 - 9:00）[14]
- ◻︎ はじけてBAN BO～N（10:00 - 11:00）[15]
- ヘビーローテーション（11:55 - 12:00）
- スウィート11 （11:00 - 12:00）
- ラリーボイスJam784（12:00 - 15:00（月・金のみ16:00まで）[16]
  - （月）I’m Gonna Get You!
  - （火）われカリ!
  - （水）週末まであと3日
  - （木）もくっとステーション
  - （金）あげたてFRIDAY
- Shunan Evening Wave （17:00 - 19:00）[17]
- 石焼きB-FISH（火曜 19:30 - 20:00）[18]
- かぐせんのRock theNation[19]
- 唄のタイムカプセル（木曜 16:55 - 17:00、再放送･･･土曜 14:55 - 15:00）[20]
- 健康のデザイン（木曜 19:00 - 19:30）[21]
- 拓ちゃん勉ちゃんの音楽ヒストリー（木曜 19:30 - 20:00 再放送･･･土曜 18:30 - 19:00）[22]
- 桜ケ丘高校ビートラジオ（金曜 18:00 - 18:30 再放送･･･土曜 18:00 - 18:30）[23]
- 落語の風Ⅱ（金曜 20:00 - 20:30　再放送･･･土曜 12:30 - 13:00）[24]

土曜日
- ◻︎ ほっとぶれいくサタデー（10:00 - 11:50）[25]
- ◻︎ NEWS784（11:50 - 12:00）
- ティーンズスクエア（12:00 - 12:30 再放送･･･火曜 19:00 - 19:30）[26]
- ◻︎ ラジオくらぶ（周南市の小・中学生を迎えて放送中）（14:00 - 14:55）[27]
- ◻︎ はじけてBAN BO～N!!（15:00 - 16:00）[28]
- ◻︎ びたみんDふぉ～（16:00 - 16:30）[29]
- ◻︎ 周南ジャズ倶楽部（16:30 - 17:00　再放送･･･日曜 19:30 - 20:00）[30]
- 学生BomB（17:55 - 18:00）
- Just in JAZZ time（19:00 - 19:30　再放送･･･日曜 19:00 - 19:30）[31]

自社制作全国ネット番組
※印は、サイマルラジオ放送あり。
- みすゞさんと明るいほうへ[32]（水曜11:00 - 11:30）

山口県から金子みすゞの魅力を発信しているシンガーソングライター・ちひろさんがパーソナリティを務めるコミュニティFM番組。みすゞや詩の朗読、全国各地のおススメの〇〇、リスナーからのメッセージを紹介する30分番組。
- - 土 5:25 - 5:55（ミュージックバード for コミュニティFM）※コミュニティFMで、一部を除き全国放送[33]
  - ※水 11:00 - 11:30（COME ON! FM）
  - 水 11:00 - 11:30、土・15:00 - 15:30（FM-NANAKO）
  - 水 11:00 - 11:30、日・11:00 - 11:30（FM AQUA）
  - ※水 11:30 - 12:00（FMはつかいち）[34]
  - ※水 13:00 - 13:30（FMスマイルウェ～ブ）[35]
  - ※土 9:00 - 10:00（FMわっしょい）[35]
  - ※月 21:30 - 22:00（KOCOラジ）[36]
  - ※月 20:30 - 21:00（ウルトラFM）[35]

### 終了した番組
- I.M.G.（イメージ）のハイブリッド・イマジネーション（金曜19:00 - 19:30　再放送なし）
- スウィート10ブランチ
- ミュージック・バスケット
- 夕焼けラジオ784
- On Your Happy Wedding
- 1時だよ!3人集合!
- 日曜日はどっかーん!
- フルーツ娘のおしゃべりカフェ （日曜 15:00 - 16:00）
- アーバン倶楽部　
  - 有井美穂子ココはドコ（月曜 19:00 - 20:00　再放送･･･金曜 16:00 - 17:00）
  - 山根由紀夫ROCK THE NATION（水曜 19:00 - 20:00　再放送･･･月曜 16:00 - 17:00）
- 周南カラフルMUSIC（火曜 17:30 - 18:00）
- ティーンズスクエア （日曜 10:30 - 11:00）

## パーソナリティ
五十音順
現在
- 浅上文雄（※）
- 有井美穂子
- 有末 恵（※）
- 石田絢香（フルーツ娘・いちご）（※）
- 大野靖子　(※）
- 岡村尚子
- 小倉 棗（フルーツ娘・ナツメ）
- 久保田真由美（フルーツ娘・あんず）（※）
- 清水有美（※）
- 水津香織
- 谷 佐恵子（※）
- トクダトモヨ
- 中村恵理
- 西田園子（※）
- 松本佳子
- 山根由紀夫
- 吉永達哉

過去
- 柏倉もと子（※）
- 大畠寛美（フルーツ娘・りんご）（※）
- 道遊梨奈（※）
- 堀永州平
- 山崎道子

(※)印は吉田総合企画所属の司会者

## 備考
- 「アーバン倶楽部　山根由紀夫ROCK THE NATION」は、かつて「かぐせんのROCK THE NATION」としてミュージックバード・コミュニティchで全国に配信されていた。
- 月曜日から土曜日まで、中国新聞ニュースが1日3回放送されている。月曜日から金曜日の12:07頃からと、土曜日11:50からの枠は冠に「NEWS784」が付く。
- 番組表は読売新聞朝刊（西部本社版）の周南版に掲載されている。

## 防災ラジオ
周南市は2019年（平成31年）から、下松市は2021年（令和3年）から防災ラジオ（緊急告知FMラジオ）を有償頒布する。
周南市はしゅうなんFM以外は受信できないが、下松市はしゅうなんFMを含むFM放送とAM放送の6局を受信できる。